# Masajirō Kojima
Kojima Masajirō (小島 政二郎, 31 janvier 1894 - 24 mars 1994) est un romancier japonais de l'ère Shōwa.

## Biographie
Kojima naît dans le quartier populaire de Shitaya à Tokyo dans une famille de marchands de vêtements. Tandis qu'il fréquente l'université Keiō, il étudie la littérature japonaise de l'époque d'Edo et les œuvres d'auteurs européens. Il était particulièrement attiré par les œuvres de Nagai Kafū et Mori Ōgai. Sa carrière littéraire commence alors qu'il est étudiant, quand il fait paraître des nouvelles dans Mita Bungaku, le journal du département de littérature de l'Université Keiō.
Après l'obtention de son diplôme en 1918, il travaille dans le registre de la littérature d'enfance et de jeunesse, publie la revue littéraire, Akai Tori (« L'Oiseau rouge »), et écrit de contes pour enfants.
Cependant, Kojima s'affirme comme un auteur grand public avec des histoires graves, pour adultes, comme Ichimae Kanban, (« Une carte ») basée sur la vie d'un conteur professionnel, et Ie (« Famille »), histoire des membres d'une famille forcés de quitter leur maison. Il obtient plus tard une réputation d'écrivain de fiction populaire avec des récits comme Midori no Kishi (« Chevalier vert »), Kaiso (« Algues ») et Hitozuma Tsubaki (« Tsubaki, femme mariée »). Comme beaucoup de ses œuvres abordent les relations humaines, ses livres fournissent des sujets aux réalisateurs et scénaristes.
Son Ganchu no Hito (« Centre d'attention »), ouvrage semi-documentaire sur sa prise de conscience des possibilités de la littérature, est presque une histoire de la littérature japonaise durant l'ère Taishō. Le livre est très apprécié par les célèbres auteurs Natsume Sōseki et Kan Kikuchi. Avec ce dernier, il fait partie des porteurs du cercueil lors des funérailles d'Akutagawa Ryunosuke en 1927.
Après la Seconde Guerre mondiale, il rédige plusieurs ouvrages biographiques, dont Taifu no Me no yo no (« Comme l’œil d'un typhon »), (plus tard rebaptisé, Suzuki Miekichi), Ogai, Kafu, Mantaro, consacré aux trois écrivains qu'il respecte, et Encho.
Kojima réside brièvement à Kamakura, préfecture de Kanagawa dans les années 1930 mais il revient à Tokyo peu après. Il siège de nombreuses années au comité de sélection du prix Akutagawa et du prix Naoki. Il retourne à Kamakura en 1944, et y demeure jusqu'à sa mort en 1994 à l'âge de 100 ans. Il se casse la jambe lors d'un accident à la maison en 1983, et est hospitalisé pour le reste de ses jours, mais il continue à écrire sur son lit d'hôpital jusque dans les années 1990. Sa tombe se trouve au temple Tenno-ji dans le cimetière Yanaka à Tokyo.

## Ouvrages (sélection)
- Ichimae Kamban (一枚看板)
- Ie (家)
- Midori no Kishi (緑の騎士)
- Kaisō (海燕)
- Hitozuma Tsubaki (人妻椿)
- Taifū no Me no yō na (颱風の目のやうな)
- Ōgai, Kafu, Mantarō (鴎外荷風万太郎)
- Enchō (円朝)

## Source de la traduction
- (en) Cet article est partiellement ou en totalité issu de l’article de Wikipédia en anglais intitulé « Kojima Masajirō » (voir la liste des auteurs).